# Алефельдт, Мария Терезия
Мария Терезия Алефельдт (нем. Maria Theresia Ahlefeldt), графиня Алефельдт-Лангеланд, принцесса Турн-и-Таксис (28 февраля 1755, Регенсбург — 20 декабря 1810, Прага) — датский композитор немецкого происхождения. Считается первой в Дании женщиной-композитором.

## Биография и творчество
Мария Терезия Алефельдт родилась в 1755 году в Регенсбурге. Её родителями были князь Александр Фердинанд Турн-и-Таксис и его третья жена Мария Генриетта Йозефа фон Фюрстенберг-Штюлинген. Крёстной матерью девочки была императрица Мария Терезия.
Детство Марии Терезии прошло в Регенсбурге. О её музыкальном образовании ничего не известно. В 1780 году она вышла замуж за датского дипломата, графа Фердинада Алефельдта-Лангеланда-Риксингена. На протяжении последующего десятилетия супруги жили при дворе Карла Александра, маркграфа Бранденбург-Ансбаха. Мария Терезия была близка к кругу будущей маркграфини Элизабет Крейвен, принимая участие в музыкальных и литературных мероприятиях. Позднее, в 1791 году, она переехала с мужем в Данию, где с 1792 по 1794 год он был руководителем Королевского театра. В 1798 году они жили в Дрездене, а с 1800 года — в Праге. Там Мария Терезия оставалась вплоть до своей смерти в 1810 году.
Писать музыку Мария Терезия начала в Ансбахе и затем продолжила в Дании. Главным её сочинением является четырёхактный балет-опера «Telemak paa Calypsos Øe», премьера которого состоялась в Королевском театре 28 декабря 1792 года. С 1792 по 1812 год он выдержал 37 постановок. Кроме того, она написала ещё один балет, «Veddemaalet», а также либретто и, вероятно, музыку оперы «La Folie, ou quel Conte!». Сохранившиеся произведения Марии Терезии Алефельдт включают две симфонии, вышеупомянутую оперу, итальянскую арию и ряд вокальных произведений.